# Cheng Bugao
Cheng Bugao (Zhejiang, 1893? - Hong Kong, julio de 1966) fue un director de cine chino. 
Estudió en la universidad Zhenda en Shanghái y escribió críticas de cine regularmente para los periódicos de la ciudad. Sin haber recibido una educación formal como director Cheng realizó su primer largometraje en 1925, Shui huo yuan yang. En 1928 se unió a la compañía cinetográfica Mingxing, creada por Zhang Shichuan y rápidamente se convirtió en uno de los directores principales del estudio, para el que trabajó hasta 1937.
Su película más reconocida en la actualidad es Los gusanos de seda de primavera (Chun can, 1933). Las obras de Cheng pueden catalogarse dentro del cine social que caracteriza a la producción cinematográfica china de los años 30. Después de la guerra, Cheng Bugao se retiró a Hong Kong y dirigió varias películas que carecían de este trasfondo político que le caracterizaba. A partir de 1952 trabajó para la Great Wall Film Company. Se retiró en 1962.